# Arabi (singolo)
Arabi è un singolo del cantante egiziano Mohamed Ramadan, del rapper statunitense Future e del cantante libanese-canadese Massari, pubblicato l'8 febbraio 2024 dall'Universal Music Group.

## Composizione
Il brano vede la produzione di Massari, Scott Storch e Martin "Adium" Sinotte.

## Tracce
1. Arabi – 2:47